# Matsudaira Shigetomi

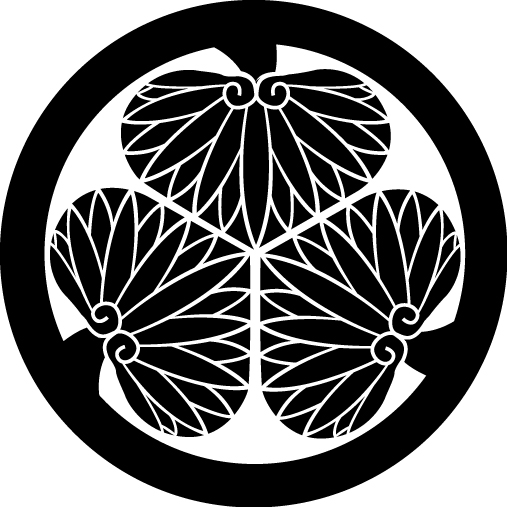
Emblem (mon (emblème) du clan Matsudaira

Matsudaira Shigetomi est un nom japonais traditionnel ; le nom de famille (ou le nom d'école), Matsudaira, précède donc le prénom (ou le nom d'artiste).
Matsudaira Shigetomi (松平重富) (25 décembre 1748 - 30 juillet 1808) est un daimyo de l'époque d'Edo à la tête du domaine de Fukui dans la province d'Echizen.